# Žaludeční olej

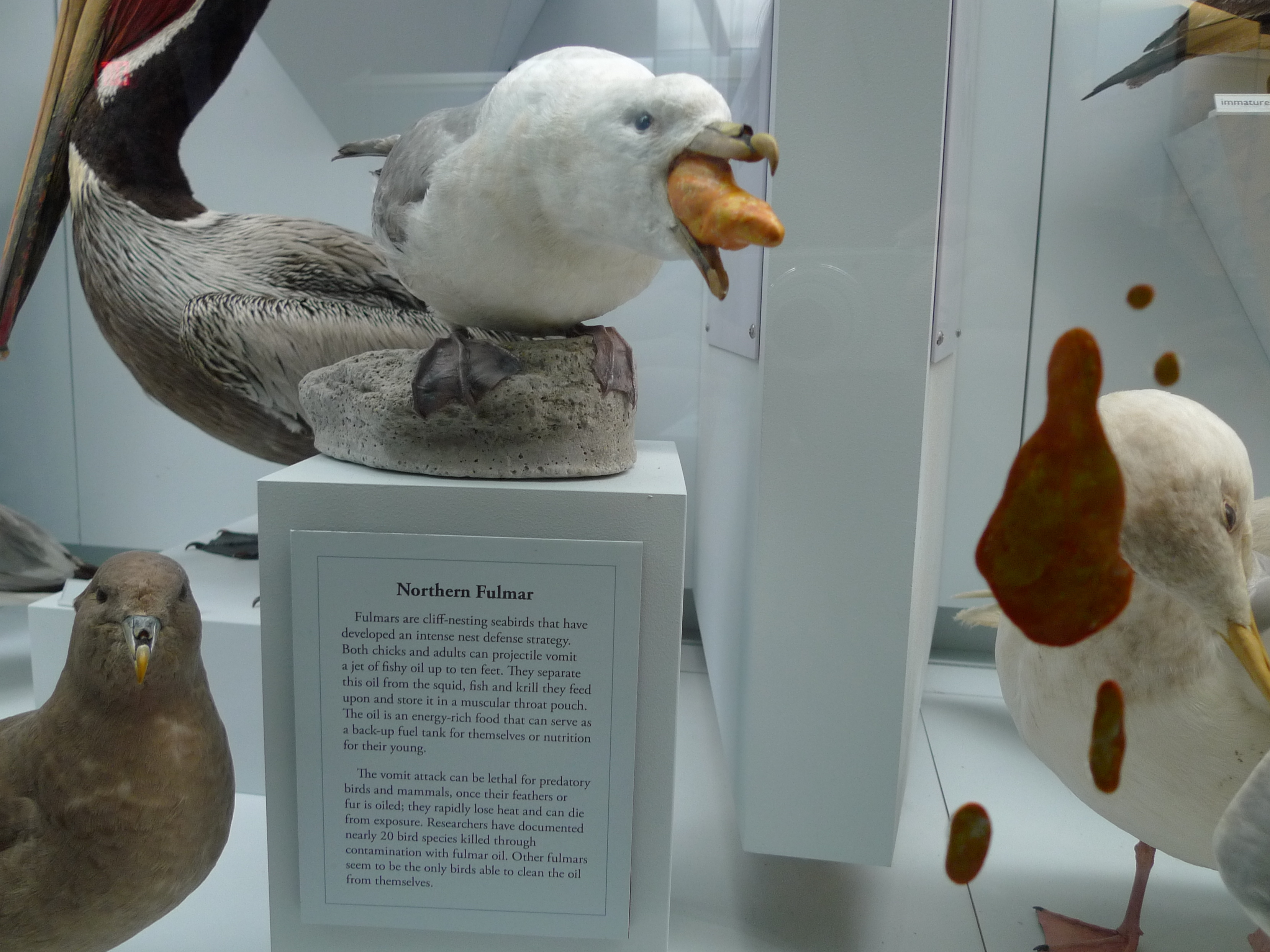
Vycpaný exemplář buřňáka ledního zobrazený při vyvrhování žaludečního oleje (Přírodovědné muzeum v Santa Barbaře)

Žaludeční olej je olej, který produkuje většina ptáků z čeledi trubkonosých ve svých žláznatých žaludcích (proventriculus). Jediní trubkonosí, u kterých k jeho tvorbě nedochází, jsou zástupci rodu buřník (Pelecanoides).
Přesné chemické složení oleje se liší podle druhu a může být odlišené i mezi jednotlivci téhož druhu, avšak takřka vždy obsahuje voskové estery a triglyceridy. Žaludeční olej má nízkou viskozitu a pokud se nechá vychladnout, ztuhne na tvrdý vosk. Má vysoký obsah vitamínů A a D.
Olej má velmi vysokou výživovou hodnotu a je ideální zásobárnou energie. Ptáci, u kterých k tvorbě oleje dochází, se krmí typicky daleko od hnízdiště. Po pozření potravy (např. ryb či hlavonožců) dojde k natrávení tuhých částí a část potravy je přeměněna na žaludeční olej, který slouží k pozdější spotřebě. Ptáci využívají olej buď pro doplnění energie při dlouhých letech nebo ho vyvrhnou pro nakrmení svých mláďat.
Zejména mláďata trubkonosých používají žaludeční olej pro svou obranu. Dokáží jej vyvrhnout na nepřítele až na vzdálenost 3 metrů. Olej jednak silně zapáchá (což mnohdy dokáže odradit útočící savce), a jednak může způsobit poškození kvality peří predátorských ptáků (chaluh, racků apod.) a tím ztrátu schopnosti letu či vodoodpudivosti per.